# Samuel Genersich
Samuel Genersich (ur. 15 lutego 1768 w Kieżmarku, zm. 2 września 1844 Lewoczy) – spiskoniemiecki lekarz i botanik, związany przez większość życia ze Spiszem, a zwłaszcza Lewoczą. Młodszy brat Christiana i Johanna Genersichów.
Był synem kieżmarskiego kupca Christiana Genersicha i Anny Zuzanny Bejkin. Studiował medycynę w Wiedniu, po czym przez 6 lat pracował jako lekarz w Kieżmarku. Przed 1799 r. przeniósł się do Lewoczy, gdzie przez resztę życia zajmował stanowisko lekarza miejskiego. Jest pochowany na cmentarzu ewangelickim w Lewoczy.
Od najmłodszych lat interesował się botaniką, w której to dziedzinie z czasem zapisał się jako pierwszorzędny znawca flory całego Spisza, w tym i przyneleżnej do niego części Tatr. Od 1806 r. był członkiem honorowym Towarzystwa Botanicznego w Ratyzbonie. W celu obserwacji roślin i miejsc ich występowania urządzał liczne wycieczki w terenie, w czasie których gromadził okazy do swojego zielnika. Zielnik ten oglądał w czasie wizyty w Lewoczy w 1813 r. słynny szwedzki botanik Göran Wahlenberg, który następnie wielokrotnie powoływał się na obserwacje Genersicha w swej Flora Carpatorum Principalium (Göttingen 1814).
W 1798 r. Genersich ogłosił drukiem w Lewoczy swoje podstawowe dzieło pt. Florae Scepusiensis elenchus..., w którym wymienił 950 gatunków roślin wraz z miejscami ich obserwacji, po raz pierwszy na Węgrzech usystematyzowanych według zasad klasyfikacji Linneusza. W 1801 r. wyszło drugie dzieło Genersicha pt. Catalogus plantarum rariorum Scepusii..., w którym wyszczególnił 588 gatunków roślin, jednak już bez stanowisk.
Na podstawie informacji zawartych w pierwszej publikacji można stwierdzić, że Genersich dobrze poznał cały Spisz wraz ze Spiską Magurą i Tatrami Bielskimi oraz spiską częścią Tatr Wysokich. W Tatrach Bielskich był m.in. w Dolinie Czarnej Rakuskiej, zaś w Tatrach Wysokich poznał Dolinę Zimnej Wody, Dolinę Kieżmarską, Dolinę Jagnięcą, Dolinę Jaworową, Dolinę Kołową, a także Przełęcz pod Kopą.

## Dzieła
- Florae Scepusiensis elenchus, seu Enumeratio plantarum in Comitatu Hungariae Scepusiensi, eunque percurrentibus montibus Carpathicis sponte crescentium (Leutschoviae 1798);
- Catalogus plantarum rariorum Scepusii, anno 1801 in autumno, in usum amicorum suorum conscriptus (Leutschoviae 1801).